# ジャガー・R4
ジャガー・R4 (Jaguar R4 ) は、ジャガー・レーシングが2003年のF1世界選手権参戦用に開発し投入したフォーミュラ1カー。デザイナーはロバート・テイラー。

## 開発の経緯

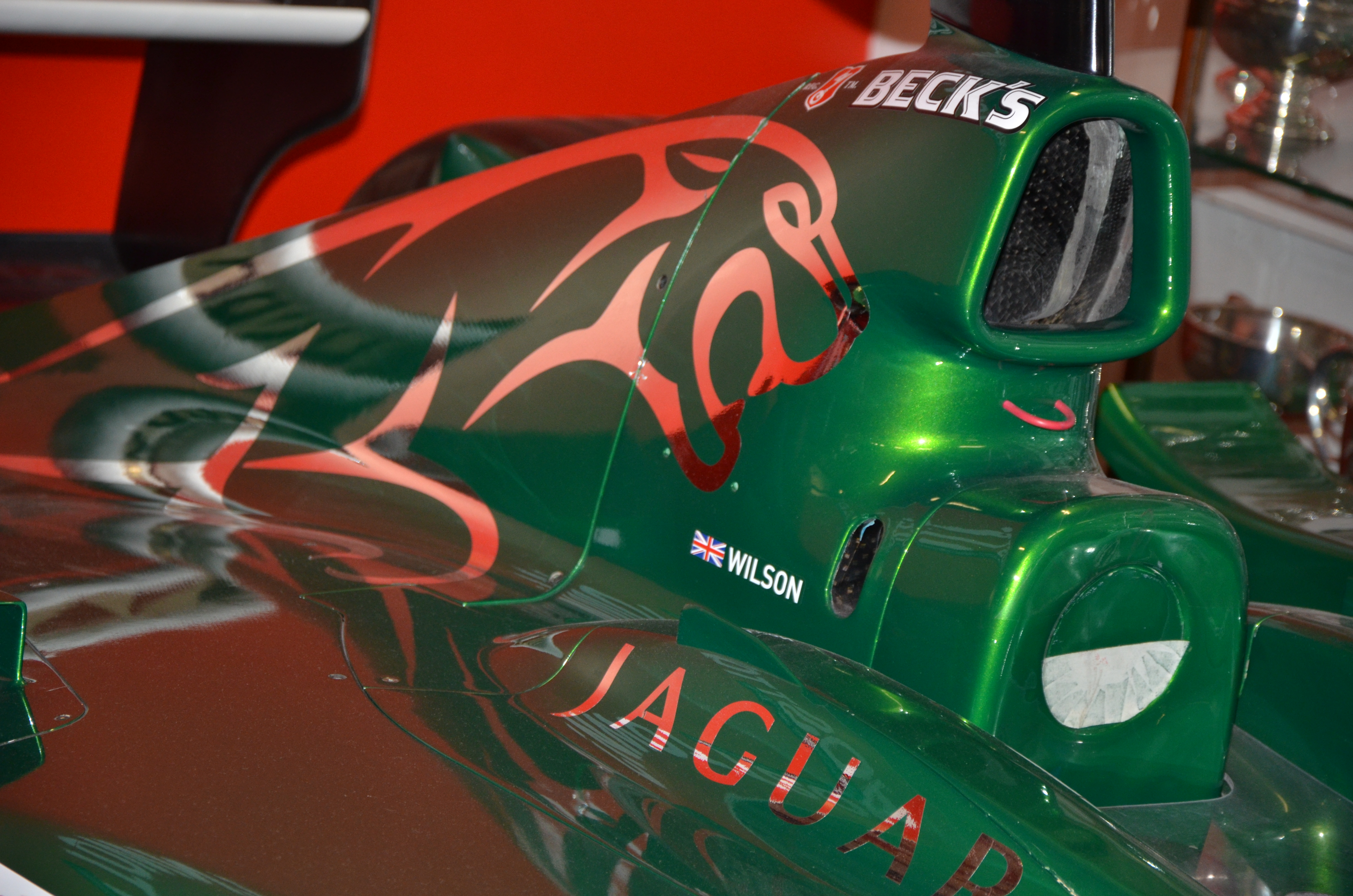
R4のエンジンカウルに描かれた「ビッグキャット」

参戦以来何度かのトラブルを経てジャガーチームは2003年シーズン、ようやく落ち着くこととなった。トニー・パーネル、デヴィッド・ピッチフォースの指揮の下、チームは結果を残すことが必要だと感じ、またその能力がそれに及ばないことも知っていた。
2002年末にエディ・アーバインは引退し、ペドロ・デ・ラ・ロサもチームの構想外にあった。マーク・ウェバーとアントニオ・ピッツォニアが新たに加入し、チームの運営陣もドライバーと共に再構築された。
車の改善がそれに続いた。R4は古いR3に比べ、完全に再設計され再構築された。開発の焦点はより堅牢なシャシーに合わせられ、プレシーズンの間に多くのテストが順調に行われ、実験室ではあらゆる問題が探し出された。
搭載するコスワースCRエンジンはバンク角が72度から90度に拡げられた。

## 2003年シーズン
新しいR4は2003年シーズンへの準備は整っていたが、完成車としての走行は僅かなものであった。開発の遅れにより多くの信頼性の問題が存在した。パッケージとしての信頼性は高いものでは無かったが、コスワースエンジンの能力は目を見張るものがあり、問題は主にシャシーに起因するものであった。ブラジルGPではウェバーが大きくクラッシュし、赤旗が振られレースは53周で成立した。
スペインGP後、チームは目立った成果を残せないピッツォニアを交代させようという意向を公然と明らかにし、マクラーレンの経験豊富なテストドライバーであるアレクサンダー・ヴルツとの契約を望んでいると報道された。しかしながら、マクラーレンは新車開発にヴルツの能力が必要であるとして契約を解除しなかったため、ジャガーチームは難しい立場に置かれることとなった。チームはピッツォニアに謝罪し、イギリスGPまで契約を継続した。イギリスGPでピッツォニアはリタイアしたものの、シーズンにおける最も説得力のあるドライブを行った。しかしチームはレース後にミナルディのレギュラードライバーであったジャスティン・ウィルソンを起用した。
ウェバーは予選3位を2度記録し、7回の入賞を果たした。チームは18ポイントを得て、コンストラクターズランキング7位でシーズンを終えた。

## スペック

### シャーシ
- シャシー名 R4
- 材質 カーボンファイバー・モノコック
- ギアボックス 7速セミオートマチック
- クラッチ APレーシング/ブレンボ
- ブレーキ APレーシング
- ホイール O・Zレーシング
- タイヤ ミシュラン

### エンジン
- エンジン コスワースCR-5 自然吸気
- 気筒数 V型10気筒
- 排気量 2,998 cc
- スパークプラグ チャンピオン
- バッテリー GS
- 燃料・潤滑油 カストロール

## F1における全成績
(key) （太字はポールポジション）
| 年     | チーム   | エンジン       | タイヤ | ドライバー               | 1   | 2   | 3   | 4   | 5   | 6   | 7   | 8   | 9   | 10  | 11  | 12  | 13  | 14  | 15  | 16  | ポイント | 順位 |
| ------ | -------- | -------------- | ------ | ------------------------ | --- | --- | --- | --- | --- | --- | --- | --- | --- | --- | --- | --- | --- | --- | --- | --- | -------- | ---- |
| 2003年 | ジャガー | コスワース V10 | M      |                          | AUS | MAL | BRA | SMR | ESP | AUT | MON | CAN | EUR | FRA | GBR | GER | HUN | ITA | USA | JPN | 18       | 7位  |
| 2003年 | ジャガー | コスワース V10 | M      | マーク・ウェバー         | Ret | Ret | 9   | Ret | 7   | 7   | Ret | 7   | 6   | 6   | 14  | 11  | 6   | 7   | Ret | 11  | 18       | 7位  |
| 2003年 | ジャガー | コスワース V10 | M      | アントニオ・ピッツォニア | 13  | Ret | Ret | 14  | Ret | 9   | Ret | 10  | 10  | 10  | Ret |     |     |     |     |     | 18       | 7位  |
| 2003年 | ジャガー | コスワース V10 | M      | ジャスティン・ウィルソン |     |     |     |     |     |     |     |     |     |     |     | Ret | Ret | Ret | 8   | 13  | 18       | 7位  |

## 参照
- Henry, Alan (ed.) (2003). AUTOCOURSE 2003-2004. Hazleton Publishing Ltd.. pp. 76-77. ISBN 1-903135-20-6

1. ↑  “Mark Gillan”.   linkedin.com. 2022年11月17日閲覧。
2. ↑  “Nick Hayes - people”. grandprix.com. 2022年10月29日閲覧。
3. ↑  “Q+A with Cosworth's technical director”. f1technical.net. 2022年11月5日閲覧。